# She's Kinda Hot
She's Kinda Hot è un singolo del gruppo musicale australiano 5 Seconds of Summer, pubblicato il 17 luglio 2015 come primo estratto dal secondo album in studio Sounds Good Feels Good.

## Descrizione
Il brano è stato scritto dai due membri del gruppo Ashton Irwin e Michael Clifford assieme a Benji e Joel Madden ed è composto in chiave di Mi maggiore con un tempo di 116–120 battiti al minuto.